# Jean-Baptiste de Milcent
Jean-Baptiste Gabriel Marie de Milcent, né le 28 juin 1747 à Paris où il est mort le 13 décembre 1832, est un dramaturge et journaliste français.

## Biographie
Éduqué chez les jésuites, Jean-Baptiste de Milcent a dirigé pendant vingt ans le Journal d'agriculture. Le 5 janvier 1785, il crée le Journal ou Annales de Normandie, bihebdomadaire jusqu’au 30 décembre 1789, qu’il renomme le Journal de Normandie, ou de Rouen le 18 juin 1790 et qui paraît trois fois la semaine jusqu’au 31 octobre 1790, puis quotidiennement de novembre 1790 au 11 mai 1791. Revenu à Paris à la Révolution, il devient secrétaire de l’Académie royale de musique en 1795.
Familier de Diderot, d’Alembert et Marie-Thérèse Geoffrin, il a composé des tragédies lyriques dont certaines, telle Les Deux Statues, ont eu un grand succès.
Il fut membre de l’Académie de Rouen.

## Littérature
- Le Dix-Huitième Siècle vengé, épître à M.D.***, La Haye, [s.n.], 1775
- Azor & Zimeo, conte moral ; suivi de Thiamis, conte indien, Paris, Merigot jeune, 1776
- La Prise de Jéricho, oratorio, Paris, P. Delormel, 1778
- Les Deux Frères, comédie en deux actes, Paris, Cailleau, 1785
- Agnes Bernau, pièce héroïque en quatre actes et en vers libres, Rouen, Boucher, 1786
- Les Deux Statues, comédie en un acte, Rouen, Vve L. Dumesnil et Montier, 1793
- Praxitėle, ou La ceinture, opéra en un acte, Paris, Ballard,1800 ; musique de Jeanne-Hippolyte Devismes, créé le 24 juillet 1800
- Hécube, tragédie-lyrique en trois actes, Paris, Ballard, 1801 ; musique de Georges Granges de Fontenelle
- Les Deux Statues, opéra-comique en un acte et en prose, Paris, 1807
- Médée et Jason, tragédie-lyrique en trois actes, Paris, Ballard, 1813 ; musique de Georges Granges de Fontenelle lire en ligne sur Gallica
- Lord Davenant, drame en quatre actes et en prose, Paris, J.-N. Barba, 1825

## Publications agronomiques
- La Chaumière des champs, ou nouveau Traité d’agriculture pratique générale, dédié aux cultivateurs et aux amis des arts ; ouvrage utile aux administrations, aux propriétaires et à toutes les personnes qui s’intéressent à l’amélioration et aux progrès de l’art de l’agriculture, Paris, Impr. de Delaguette, 1820, in-12, 48 p.
- Nouveaux éléments d’agronomie et de physique végétal..., Paris, Mme Huzard, 1822, in-12, 96 p.

## Journalisme
- Journal de Normandie, 1785-30 décembre 1789, Rouen, Vve Laurent Dumesnil
- Journal ou Annales de Normandie, no. 1-72, année 1790, Rouen, Vve Laurent Dumesnil
- Journal de Normandie, ou de Rouen, et du Département de la Seine inférieure, 18 juin 1790-11 mai 1791, Rouen, Vve Laurent Dumesnil
- Journal de Rouen, et du Département de la Seine inférieure, 12 mai 1791-27 octobre 1795, Rouen, Vve Laurent Dumesnil